# زيت السمسم
زيت السمسم أو الشيرج أو السَّيْرَج أو الحَلّ هو زيت نباتي صالح للأكل مشتق من بذور السمسم. وبالإضافة إلى استخدامه باعتباره زيت الطهي في جنوب الهند وأيضاً جنوب السعودية وبالأخص في منطقة بارق حيث يعتبر زيت طهي وعلاج، ولهم عناية خاصة به منذ القدم. غالبا ما يستخدم على أنه محسن نكهة في الصين واليابان وكوريا، وإلى حد أقل في المطبخ الجنوب شرق آسيوي.
زيت السمسم له شعبية في الطب البديل - من التدليك والعلاجات التقليدية إلى البدع في العصر الحديث. يستخدم زيت السمسم في الممارسة الطبية التقليدية للأيورفيدا الهندي لتهدئة أعراض الإجهاد ذات الصلة. البحوث الجارية تشير أيضا إلى أن وجود المواد المضادة للاكسدة والدهون غير المشبعة في زيت السمسم قد يساعد في السيطرة على ضغط الدم.
ولزيت السمسم شعبية في آسيا، وهو أيضا واحد من أقدم زيوت المحاصيل المعروفة، ولكن الإنتاج الحديث في جميع أنحاء العالم لا يزال محدودا حتى اليوم نظرا لعدم كفاءة عملية الحصاد اليدوي اللازمة لاستخراج الزيت.

## التركيب
يتكون زيت السمسم من الأحماض الدهنية التالية:
| حامض دهني        | تسمية | الحد الأدنى | الحد الأقصى |
| ---------------- | ----- | ----------- | ----------- |
| حمض النخليك      | C16:0 | 7.0 %       | 12.0 %      |
| حمض البالميتوليك | C16:1 | trace       | 0.5 %       |
| حمض الشمع        | C18:0 | 3.5 %       | 6.0 %       |
| حمض الزيتيك      | C18:1 | 35.0 %      | 50.0 %      |
| حمض زيت الكتان   | C18:2 | 35.0 %      | 50.0 %      |
| حمض اللينولينيك  | C18:3 | trace       | 1.0 %       |
| حمض الإيكوسينيك ‏ | C20:1 | trace       | 1.0 %       |